# Zhou Tong
Zhou Tong (chinois 周侗; pinyin : Zhōu Tóng) (décédé vers 1121) était le professeur de tir à l'arc et le deuxième professeur d'arts militaires du célèbre général de la dynastie Song, Yue Fei. C'est à l'origine un héros local du Henan, il a été embauché pour poursuivre la formation militaire de Yue Fei en tir à l'arc après qu'il eut rapidement maîtrisé le jeu de lance avec son premier professeur. En plus du futur général, Zhou a accepté d'autres enfants comme élèves de tir à l'arc. Pendant sa tutelle, Zhou a enseigné tout son savoir aux enfants et a même récompensé Yue avec ses deux arcs préférés parce qu'il était son meilleur élève. Après la mort de Zhou, Yue visitait régulièrement sa tombe deux fois par mois et effectuait des sacrifices peu orthodoxes qui surpassaient de loin ceux faits pour les tuteurs même aimés. Plus tard, Yue a enseigné ce qu'il avait appris de Zhou à ses soldats et qui ont ainsi pu gagner de nombreuses batailles.
Avec la publication de la 17e biographie folklorique de Yue Fei, L'histoire de Yue Fei en 1684, un nouveau Zhou Tong est apparu, qui différait grandement de son personnage historique. Non seulement il était maintenant du Shaanxi, mais il était le père adoptif de Yue, un érudit connaissant les 18 armes de guerre, et son nom était orthographié avec un caractère chinois différent, mais apparenté. L'auteur du roman le dépeint comme un veuf âgé et un professeur d'arts militaires qui comptait parmi ses anciens élèves Lin Chong et Lu Junyi, deux des 108 hors-la-loi fictifs sur lesquels se fond'Au bord de l'eau. Un conte folklorique de l'ère républicaine du célèbre conteur de Yangzhou, Wang Shaotang, ajoute non seulement Wu Song à cette liste, mais représente Zhou comme un chevalier errant avec une épée. L'histoire lui donne également le surnom de "Bras de fer", qu'il partage avec le bourreau Cai Fu, devenu hors-la-loi, et fait du hors-la-loi Lu Zhishen son frère juré. En raison de son association avec les hors-la-loi, il est souvent confondu avec le hors-la-loi du même nom, Zhou Tong.
Divers romans et légendes folkloriques de Wuxia ont doté Zhou de différents types de compétences martiales et surnaturelles. Ceux-ci vont de la maîtrise de l'arc, des doubles épées et de la lance chinoise à celle du qigong, Wudang et même de la vision aux rayons X. Les pratiquants de Eagle Claw, Chuōjiǎo et Xingyi l'incluent généralement dans leur histoire de lignée en raison de son association avec Yue Fei, l'ancêtre supposé de ces styles. Il est également lié à la boxe Mante religieuse via Lin Chong et Yan Qing. Le conte populaire de Wang Shaotang le représente même comme un maître de la boxe Drunken Eight Immortals. Cependant, le rapport historique le plus ancien qui mentionne son nom dit seulement qu'il a enseigné le tir à l'arc à Yue Fei. On ne dit jamais qu'il connaît ou enseigne un style spécifique des arts martiaux chinois.
Zhou est apparu dans diverses formes de médias tels que les romans, les bandes dessinées et les films. Sa biographie du XXe siècle, Iron Arm, Golden Saber, sert de suite à L'histoire de Yue Fei car elle détaille ses aventures des décennies avant de prendre Yue comme élève. Ceci a été plus tard adapté dans une bande dessinée de Lianhuanhua en dix volumes. Il apparaît également dans un roman concernant l'un de ses frères d'arts martiaux fictifs. Il a été représenté par trois acteurs différents dans des films en noir et blanc produits dans les années 1940 et 1960, dont un jeune de dix ans Sammo Hung. L'acteur vétéran des arts martiaux Yu Chenghui, qui jouait l'antagoniste brandissant l'épée dans le temple Shaolin de Jet Li  déclaré dans une interview en 2005 qu'il avait toujours voulu incarner Zhou dans un film.

## Histoire

### Mention dans les mémoires de la famille Yue
Sur son lit de mort, le troisième fils de Yue Fei, Yue Lin (岳霖, 1130–1192), a demandé à son propre fils, le poète et historien Yue Ke (岳珂, 1183 - après 1240), de terminer Mémoires de Fei Yue. Ce mémoire en deux parties a été achevé en 1203, une soixantaine d'années après l'exécution politique du général, mais n'a été publié qu'en 1234  Il a ensuite été abrégé en 1345 et publié dans la chronologie dynastique de la dynastie Yuan Histoire de la dynastie Song sous le titre Biographie de Yue Fei (chapitre 365, biographie 124). La mention de Zhou dans les mémoires de Yue Ke n'a été que brièvement résumée dans la réécriture de Yuan. Il dit: "Il [Yue Fei] a appris le tir à l'arc de Zhou Tong. Il a tout appris et pouvait tirer avec ses mains gauche et droite. Après la mort de Tong, il offrait des sacrifices sur sa tombe ",,.
Edward Kaplan, professeur d'histoire à l'Université Western Washington, explique que Zhou était un "hao local" (豪 - "héroïque (personne)"). Il commente que Hao peut également signifier un chevalier errant dans la traduction poétique, ou en termes prosaïques un homme fort et un garde du corps. Cela signifie que Zhou était un héros local du comté de Tangyin, préfecture d'Anyang, province du Henan (la même région que Yue Fei),.
Des sources historiques et savantes épellent son nom comme 同 (Tong), signifiant "identique ou similaire". Cela diffère de l'orthographe présente dans les sources fictives, qui sera expliquée plus loin ci-dessous. Ainsi, "周 同" représente l'archer historique.

### Tutelle
En dépit d'être alphabétisé, ce qui lui a donné une chance de devenir un érudit, le jeune Yue Fei a choisi le chemin militaire parce qu'il n'y avait jamais eu de tradition de fonction publique confucéenne à part entière dans son histoire familiale. Il restait debout toute la nuit à lire des livres de stratégie militaire et à idolâtrer de grands héros historiques comme Guan Yu. Cependant, la famille Yue était beaucoup trop pauvre pour offrir des cours militaires à leur fils, donc, Yao Dewang, le grand-père maternel du garçon, a engagé Chen Guang (陈 广) pour enseigner à l'enfant de onze ans comment manier le qiang. Yao a été très surpris lorsque son petit-fils a rapidement maîtrisé la lance à l'âge de treize ans,. Zhou a ensuite été approché pour poursuivre la formation militaire de Yue au tir à l'arc. Le Dr Kaplan décrit Zhou comme le "plus important" des deux enseignants.

Une section du Jin Tuo Xu Pian, la deuxième partie des mémoires publiés par Yue Ke, décrit l'une des leçons de tir à l'arc de Zhou et révèle qu'il a pris d'autres enfants comme élèves: 
 "Un jour, [Chou] T'ung a rassemblé ses élèves pour une session de tir à l'arc et pour montrer sa capacité, a placé trois flèches successivement au centre de la cible. Montrant la cible à grand-père [Yue Fei], il a dit: «Après avoir pu tirer comme ça, vous pouvez dire que vous êtes un archer». Le grand-père, l'a remercié et a demandé à être autorisé à essayer. Il tira son arc, fit voler sa flèche et frappa le bout de la flèche de T'ung. Il tira de nouveau et frappa encore la marque. T'ung a été très étonné et a ensuite présenté à son grand-père ses deux arcs préférés. Par la suite, le grand-père a pratiqué encore plus, jusqu'à ce qu'il soit capable de tirer en mouvement. Quand il est devenu général, il a enseigné cela à ses officiers et à ses hommes afin que toute son armée soit habile à tirer en mouvement et a fréquemment utilisé cette technique pour prendre un avantage psychologique sur l'ennemi ",. 
 La dernière phrase du passage est similaire à celle du livre de l'ère républicaine Biographie de Song Yue, prince d'E. Mais au lieu de leur enseigner sa propre technique, il indique que Yue a enseigné ce qu'il avait appris de Zhou à ses soldats qui furent victorieux au combat.

### Mort
Zhou a continué à enseigner aux enfants jusqu'à sa mort, qui survînt avant la majorité légal de Yue. Après son décès, Yue est devenu extrêmement déprimé car Zhou avait été la plus grande influence de sa jeunesse. L'élève de Zhou visitait régulièrement sa tombe le premier et le quinzième jour de chaque mois avec des sacrifices de viande et de vin et tirait trois flèches successivement avec l'un des deux arcs que son tuteur lui avait présentés (il n'est jamais mentionné si l'un des autres élèves de Zhou de tir à l'arc est venu visiter sa tombe). Le Dr Kaplan commente cette manifestation inhabituelle et continue de deuil "allant bien au-delà du cérémonial approprié, même pour un enseignant très respecté". Le sinologue Hellmut Wilhelm a déclaré que même si la manifestation du chagrin était authentique, c'était aussi un moyen d'imiter les histoires de ses idoles héroïques et de "[s'établir] aux yeux du public". Le père de Yue l'a plus tard suivi secrètement jusqu'à la tombe de Zhou après l'avoir frappé lors d'une dispute concernant son comportement mélancolique. Là, il l'a vu exécuter les obédiences peu orthodoxes impliquant la viande, le vin et trois flèches. Quand il l'a finalement confronté, le fils a avoué que "sa gratitude pour l'instruction de Chou ne pouvait pas être récompensée simplement par les cérémonies habituelles du premier et du milieu du mois. Il a donc tiré les trois flèches pour symboliser que Chou avait été la source de son inspiration en tant qu'archer. Le Dr Kaplan déclare que cela s'est produit juste avant l'entrée de Yue dans l'armée et que l'événement tout entier a servi de symbole pour "l'entrée de Yue dans la maturité responsable".
La chronologie de Yue Wumu énumère les événements survenus sur la tombe de Zhou en 1121, lorsque Yue avait dix-neuf ans , mais Yue aurait eu dix-huit ans cette année-là depuis sa naissance le "quinzième jour du deuxième mois de 1103". L'auteur de la source originale utilisait le calcul de l'âge xusui, dans lequel un enfant est déjà considéré comme âgé d'un an à la naissance. Depuis que Yue a rejoint l'armée peu de temps après la mort de Zhou, un délai relatif peut être donné pour sa mort. Au cours des premiers mois de 1122, l'empire Song a mobilisé ses forces armées pour aider les Jurchen à affronter leur ennemi commun, la dynastie Liao. Par conséquent, il semble que Zhou soit décédé fin 1121, avant que l'appel aux armes ne soit lancé.

## Fiction
L'histoire de la vie fictive de Zhou Tong peut être reconstituée à partir de deux sources : L'histoire de Yue Fei et Iron Arm, Golden Saber.
L'histoire de Yue Fei est un récit romancé de la jeune vie de Yue Fei, de ses exploits militaires et de son exécution. Il a été écrit par un natif de Renhuo nommé Qian Cai (钱 彩), qui a vécu entre les règnes des empereurs Kangxi et Qianlong sous la dynastie Qing. La préface date la publication du livre à 1684. Il a été considéré comme une menace par les empereurs Qing et interdit pendant l'ère Qianlong. Dans le roman, Zhou est décrit comme un veuf âgé et le seul tuteur des arts militaires de Yue. Le maître de lance historique du général Chen Guang n'est jamais mentionné. Zhou enseigne Yue Fei et ses frères assermentés les arts militaires et littéraires des chapitres deux à cinq, avant sa mort.
Dans l'écriture de son roman, Qian Cai a utilisé un caractère différent lors de l'orthographe du prénom de Zhou. Au lieu du caractère original signifiant "similaire", il a été changé en 侗, signifiant "grossier ou rustique". Ainsi, "周侗" représente le personnage fictif distinct de Zhou. Cette orthographe a même été reprise dans les manuels d'arts martiaux modernes,.
Iron Arm, Golden Saber a été écrit par Wang Yun Heng et Xiao Yun Long et publié en 1986. Ce roman, qui sert de biographie propre à Zhou, est une préquelle de L'histoire de Yue Fei car il détaille ses aventures des décennies avant de prendre Yue Fei comme élève. Il suit sa vie de jeune instructeur d'arts martiaux dans la garde impériale de l'armée Song, ses luttes contre les tribus barbares Xixia et Liao Tartar et sa tutelle de hors-la-loi Au bord de l'eau. Les derniers chapitres incorporent le scénario des quatre chapitres dans lesquelles il apparaît dans L'histoire de Yue Fei. Ceci a été plus tard adapté dans une bande dessinée de style Lianhuanhua de dix volumes appelée La Légende de Zhou Tong en 1987.

### Jeunesse et âge adulte
Zhou est né dans le Shaanxi et s'entraîne aux arts martiaux dès son jeune âge. Il est considéré comme l'un des élèves du maître Shaolin Tan Zhengfang (谭正芳) et, apprenant la véritable essence du Shaolin Kung Fu, il maîtrise les choses à la fois littéraires et martiales. Les autres étudiants de Tan incluent les futurs généraux Jin Tai (金 台) et Zong Ze (宗澤) et le futur Water Margin proscrit Sun Li et Luan Tingyu. Jeune homme, Zhou attire l'attention du juge Bao Zheng et s'enrôle dans l'armée en tant qu'officier. Ses supérieurs prennent note de sa grande compétence après avoir aidé son camarade de classe le général Jin à combattre les Liao Tartars dans le nord de la Chine et à l'installer en tant que professeur à la Capital Imperial Martial Arts School. L'école a trois postes d'enseignement nommés par ordre de prestige: «Ciel», «Terre» et «Homme». Puisqu'il a la plus grande compétence, il occupe la position Ciel. Il utilise ce poste et son amitié avec le général Zong pour faire installer leur camarade de classe Sun Li en tant que surintendant des forces de Dengzhou. Sun devient plus tard un hors-la-loi sous Chao Gai et aide à vaincre la famille Zhu, qui apprend les arts militaires de son camarade de classe Luan Tingyu.
En vieillissant, Zhou devient insatisfait de la politique parce que la cour impériale choisit d'apaiser les tribus barbares du nord au lieu de s'opposer à elles. Il se consacre ensuite sans réserve à sa pratique des arts martiaux et crée plusieurs techniques officielles et faisant autorité, notamment le "cinq pas, treize coups de lance", qui est un développement de la boxe Shaolin Fanzi, et le "gourou Zhou Tong". Il fait un effort concerté pour transmettre ses efforts martiaux tout en enseignant à l'École impériale des arts martiaux et accepte officiellement deux disciples: "La licorne de Jade" Lu Junyi et "La tête de panthère" Lin Chong. Lu Junyi est un millionnaire avec de vastes possessions foncières et n'a pas de fonction, mais Lin Chong hérite du poste de Zhou après sa retraite et continue de servir d'instructeur principal pour les 800 000 membres de la garde impériale de l'armée Song.
Pendant ce temps, Zhou Tong a également un disciple supplémentaire nommé Wu Song. Wu Song devient célèbre pour avoir tué un tigre mangeur d'hommes à mains nues et est nommé constable dans son Shandong natal. Le magistrat du comté Sun Guoqin envoie plus tard Wu en mission à Kaifeng avec un baume en os de tigre précieux afin de susciter la faveur de personnages influents. Lors de son séjour dans la capitale, il fait la connaissance de Zhou. Zhou trouve que Wu est un homme d'une grande force, mais estime qu'il manque de raffinement dans sa technique martiale et, par conséquent, offre des conseils pour la formation de Wu. Malheureusement, ces deux hommes n'ont interagi que pendant deux brefs mois avant que Wu ne rentre chez lui, pour ne plus jamais revoir Zhou.
Après sa retraite, Zhou sert pendant un certain temps comme conseiller du général Liu Guangshi (劉光世), dont les troupes sont en garnison dans la province du Henan. Mais Zhou devient plus tard lui-même un hors-la-loi après avoir aidé les héros d'Au bord de l'eau et est contraint de fuir les forces gouvernementales. Pendant ce temps, il apprend que son ancien camarade de classe Jin Tai est proche de la mort et se précipite vers Shaolin (où le général était devenu moine bouddhiste après le meurtre de sa famille) pour lui rendre ses derniers respects. En tant que plus âgé des élèves de Tan, Jin ordonne à Zhou de trouver un jeune talentueux pour lui transmettre toutes ses connaissances en arts martiaux. Cependant, cette réunion est interrompue lorsque les troupes le retrouvent à Shaolin. Il s'enfuit dans la montagne Wine Spring et vit caché pendant un certain temps avant d'être invité par son vieil ami Wang Ming (王明) à devenir le précepte de la famille Wang dans le village des licornes,.

### Vieillesse et mort
Un jour, Zhou surprend les enfants avec un examen écrit et quitte la classe pour parler avec un visiteur. Le fils de Wang, Wang Gui (王贵), incite le fils de leur servante, Yue Fei, à terminer leur tâche pendant qu'ils sortent jouer. Après avoir facilement terminé la tâche à accomplir, Yue écrit un poème héroïque sur un mur blanchi à la chaux et le signe avec son nom. Les enfants ont ensuite fait irruption dans la salle de classe après avoir appris le prochain retour de Zhou et ont dit à Yue de s'enfuir afin d'éviter d'être découvert. Le vieux professeur découvre finalement la ruse et, après s'être émerveillé de la ballade impromptue de Yue, demande à Yue d'aller chercher sa mère, Lady Yao (姚 夫人), pour une réunion importante. Avec toute la maison Wang assemblée dans le hall principal, Zhou demande à la Dame sa bénédiction d'avoir le garçon comme fils adoptif et étudiant. Elle y consent et Yue prend place parmi les étudiants de Zhou le lendemain matin. Parce que Zhou sait que Yue est pauvre, il ordonne aux quatre étudiants de devenir des frères jurés. Zhou commence également à enseigner à Yue le maniement des 18 armes de guerre.
Six ans plus tard, Zhou emmène le groupe rendre visite à son vieil ami, l'abbé d'un petit temple bouddhiste sur la "colline des gouttes d'eau". Yue, 13 ans, se promène derrière le temple et trouve la «grotte d'eau ruisselante», dans laquelle vit un serpent magique. Quand il se jette sur Yue, il esquive et tire sur sa queue avec sa force surnaturelle, la faisant se transformer en lance de 5,5 m plaquée or nommée "lance surnaturelle des gouttes d'eau". Quand ils rentrent chez eux, Zhou commence à enseigner à tous ses élèves les arts militaires, le maniement des 18 armes de guerre, le tir à l'arc et le corps à corps. Après trois années de pratique, Zhou leur fait passer un examen d'entrée préliminaire militaire à Tangyin où, âgé de seize ans Yue remporte la première place en tirant une succession de neuf flèches à travers le centre d'une cible à deux cent quarante pas de distance. Après avoir montré son adresse au tir, Yue est invité à épouser la fille de Li Chun (李春), un vieil ami de Zhou et le magistrat du comté qui a présidé les examens militaires. Le père et le fils retournent ensuite chez eux dans leur village.

Le magistrat Li écrit un certificat de mariage et envoie un messager pour remettre le document à Yue Fei dans le village des licornes. Zhou et Yue sont partis à l'aube et retournent à Tangyin pour remercier le magistrat pour sa générosité et sa gentillesse. Là, Li prépare une grande fête pour eux, mais quand de la nourriture est apportée à tous les serviteurs qui pourraient les avoir accompagnés, Zhou commente qu'ils sont venus à pied sans aide. Li décide de laisser Yue choisir parmi l'un de ses milliers de chevaux parce que tout militaire digne de ce nom a besoin d'un cheval robuste. Après avoir terminé leur fête, Zhou et Yue remercient encore Li et quittent Tangyin pour rentrer chez eux. Pendant leur voyage, Zhou recommande à Yue de faire courir le cheval pour tester sa vitesse. Quand ils atteignent la porte du village, les deux descendent et Zhou retourne dans son bureau où il transpire à la suite de la course et enlève ses vêtements d'extérieur pour se sécher. Mais il tombe vite malade et reste alité pendant sept jours. Ensuite, le livre décrit sa mort et son enterrement: 
 "...   son flegme bouillonnait et il mourut. C'était le quatorzième jour du neuvième mois de la dix-septième année du règne de Xuan He, et son âge était de soixante-dix-neuf  ... Les prêtres bouddhistes et taoïstes ont été invités à venir chanter des prières, sept fois sept, soit quarante-neuf jours. Ensuite, le corps a été enlevé pour être enterré à côté de la colline des gouttes d'eau ". 
 Yue vit dans un hangar près de sa tombe pendant l'hiver et au deuxième mois lunaire de l'année suivante, ses frères martiaux viennent abattre le bâtiment, le forçant à rentrer chez lui et à prendre soin de sa mère.
La date de décès n'est pas fiable parce que le livre est une fiction, mais aussi parce que l'ère du règne Xuan He de l'empereur Huizong n'a duré que sept ans (1119-1125) et non dix-sept. Bien que l'histoire de Yue Fei déclare que Zhou est décédé peu de temps avant que Yue n'ait pris une femme, il est historiquement décédé après le mariage de Yue. Il est probable que l'auteur original ait inventé cette date fictive.

### Famille
Selon L'histoire de Yue Fei, Zhou était mariée et avait un fils. Mais Zhou commente que sa "vieille femme" est morte et son fils a été tué dans la bataille contre les Liaos après être parti avec le hors-la-loi Lu Junyi pour combattre à la guerre. Dans La légende de Zhou Tong, sa femme s'appelle Meng Cuiying (孟翠英) et son fils s'appelle Zhou Yunqing (周云清). Il bat Meng dans un concours d'arts martiaux Lei Tai et la gagne comme sa femme. Mais elle est kidnappée peu de temps après par les moines du temple en pierre de Bouddha. Zhou et Meng ont finalement vaincu les moines avec leurs compétences martiales combinées et se sont mariés plus tard au col Miaochuan dans la province du Hubei.

Zhou Yunqing apparaît d'abord comme un jeune homme féroce et impulsif qui monte son cheval dans l'épais campement ennemi brandissant une longue lance. Il meurt plus tard dans la bataille contre la dynastie Liao. Après la mort de son fils, Zhou se retire au temple de Xiangguo pour une longue période de deuil. Il prend plus tard Yue Fei, sept ans, comme son fils adoptif et unique héritier des années après que le père du garçon se soit noyer dans une grande inondation: 
 "Je vois qu'il [Yue Fei] est intelligent et beau et moi, un vieil homme, souhaite l'avoir comme mon fils adoptif  ... Il n'a besoin de changer ni son nom ni son nom de famille. Je veux seulement qu'il m'appelle père temporairement pour que je puisse transmettre fidèlement toutes les compétences que j'ai apprises dans ma vie à une seule personne. Plus tard, quand je mourrai, tout ce qu'il aura à faire sera d'enterrer mes vieux os dans la terre et de ne pas les laisser être exposés, et c'est tout ". 
 Cependant, après avoir comparé les événements de L'histoire de Yue Fei et un compte-rendu de la vie de Yue de l'œuvre du XVIe siècle Restauration de la grande dynastie des Song: L'histoire du roi Yue (大 宋中興 岳王 傳), le critique littéraire CT Hsia a conclu "que son père n'est pas [historiquement] mort dans l'inondation et que, bien que Yue Fei ait montré un respect presque filial pour la mémoire de son professeur Chou T'ung 同 (pas 侗), ce dernier n'avait pas été son père adoptif ". La restauration de la grande chanson était l'un des quatre premiers "romans historiques" (chronologies dynastiques fictives) écrits sur Yue pendant la dynastie Ming, tous antérieurs à l'histoire de Yue Fei. Malgré l'ajout de légendes populaires, Xiong Damu (1552), l'auteur de L'histoire du roi Yue, s'est fortement appuyé sur les chronologies historiques, y compris les contours et les détails de Zhu Xi (1130-1200) basés sur le T'ung-chien, Mémoire de la famille de Yue Ke, et biographie officielle de la dynastie Yuan de Yue Fei pour écrire son histoire. Ainsi, L'histoire de Yue Fei a été le premier roman de fiction à part entière à introduire le scénario d'adoption.

### Apparence et voix
Il est généralement décrit comme un grand homme âgé avec une voix puissante. Un conte moderne du célèbre conteur de Yangzhou Wang Shaotang (1889–1968), que le chercheur en folklore Vibeke Børdahl a appelé «le maître inégalé de ce [XXe] siècle»  décrit ainsi Zhou: 
 "Il avait plus de cinquante ans. Son visage avait un bronzage doré, des sourcils arqués, une paire d'yeux brillants, une tête régulière, une bouche carrée, une paire d'oreilles saillantes et sous son menton il y avait trois mèches de barbe, une barbe grisonnante. Sur sa tête, il portait une écharpe en satin bleu ciel, et il était vêtu d'un majestueux manteau en satin bleu ciel avec une ceinture en soie, un pantalon large noir sans entrejambe et des bottes en satin à semelles fines ". 
 Les héros et les maîtres religieux dont la taille est supérieure à la normale sont un thème récurrent dans le folklore chinois. Par exemple, son élève Wu Song aurait plus de neuf pieds de haut dans le même conte populaire. Dans L'histoire de Yue Fei, le général affronte simultanément deux autres guerriers en lice pour la première place d'un examen militaire; l'un est de neuf pieds de haut et l'autre de huit pieds de haut. Une hagiographie du saint taoïste Zhang Daoling déclare qu'il mesurait plus de sept pieds.
Lorsque Zhou est vocalisé dans "la narration de Yangzhou ", il parle dans "le discours public à bouche carrée", qui est une manière de parler réservée aux héros martiaux, aux personnages très respectés ou, parfois, aux personnages moins importants qui prétendent être important. Le discours public à bouche carrée est en réalité un mélange de deux formes de dialogue: Fangkou et Guanbai. Le fangkou (bouche carrée) est une manière de prononcer le dialogue de manière régulière mais énergique, probablement influencée par l'opéra chinois du nord. Guanbai (discours public) est un monologue et un dialogue qui sont parfois utilisés pour «imposer des héros». Ce mélange de styles signifie que Zhou Tong est traité comme un héros très apprécié.
Dans son analyse de la narration de Yangzhou, Børdahl a noté que le conte susmentionné sur Zhou et Wu Song utilise différentes formes de dialogue pour les deux personnages. Wu parle la bouche carrée en utilisant le mandarin standard sans rusheng (courtes syllabes glottales). Au contraire, Zhou parle Squaremouth en utilisant le système de tonalité Yangzhou, qui fait utiliser les syllabes Rusheng. Par conséquent, elle estime que "le dialogue à bouche carrée devrait au moins être divisé en deux sous-catégories, à savoir la variante Wu Song - sans rusheng, et la variante Zhou Tong - avec rusheng".

### Élèves

#### Hors la loi d'Au bord de l'eau

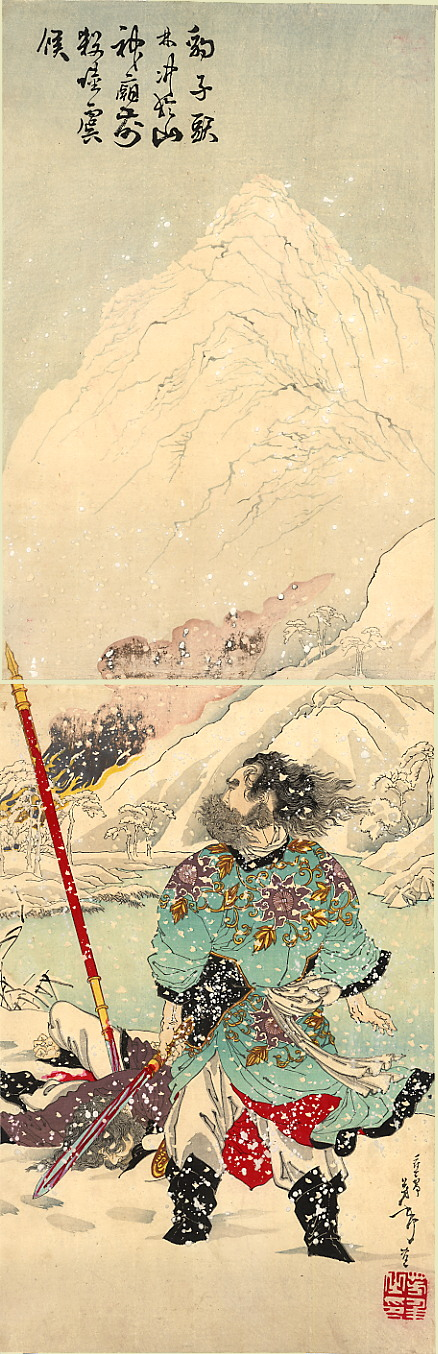
Un bloc de 1886 imprimé par Yoshitoshi, représentant Lin Chong à l'extérieur du Temple de l'Esprit de la Montagne, après avoir tué Lu Qian et tous ses autres ravisseurs

Au bord de l'eau (1400) est une romance militaire de la dynastie Ming sur environ cent huit hommes et femmes nés de démons qui se regroupent pour se rebeller contre le gouvernement de la dynastie Song. Lin Chong et Lu Junyi, deux de ces hors-la-loi, sont brièvement mentionnés comme étant les anciens élèves de Zhou dans L'histoire de Yue Fei. Cependant, ils ne sont pas des personnages du complot principal, car les deux sont tués par des fonctionnaires avant que Zhou ne devienne précepte de la maison Wang. Plus important encore, les deux ne faisaient pas partie de ses étudiants en histoire car ce sont des personnages de fiction.
La représentation de Zhou comme leur professeur est liée à un élément récurrent de la fiction chinoise où les héros de la dynastie Tang et Song s'entraînent sous un «maître céleste», généralement un immortel taoïste, avant leurs exploits militaires. CT Hsia suggère que le moule à partir duquel tous les autres enseignants similaires sont moulés est Guiguzi, maître des stratèges en feu Sun Bin et Pang Juan, du dernier conte de la dynastie Yuan, Volume des Annales de printemps et d'automne des Sept Royaumes (七 國春秋 後 集). Hsia poursuit en disant que Qian Cai, le biographe fictif de Yue, a associé Zhou aux hors-la-loi parce que "la plupart de ces enseignants [dans le genre de la romance militaire] sont célestes" avec au moins deux étudiants. Mais en adoptant ce format, Qian a inversé le modèle traditionnel de "tutelle céleste" puisque Zhou est écrit en tant qu'humain, tandis que ses élèves sont des réincarnations de démons (Lin et Lu) et de l'oiseau céleste Garuda (Yue Fei),.

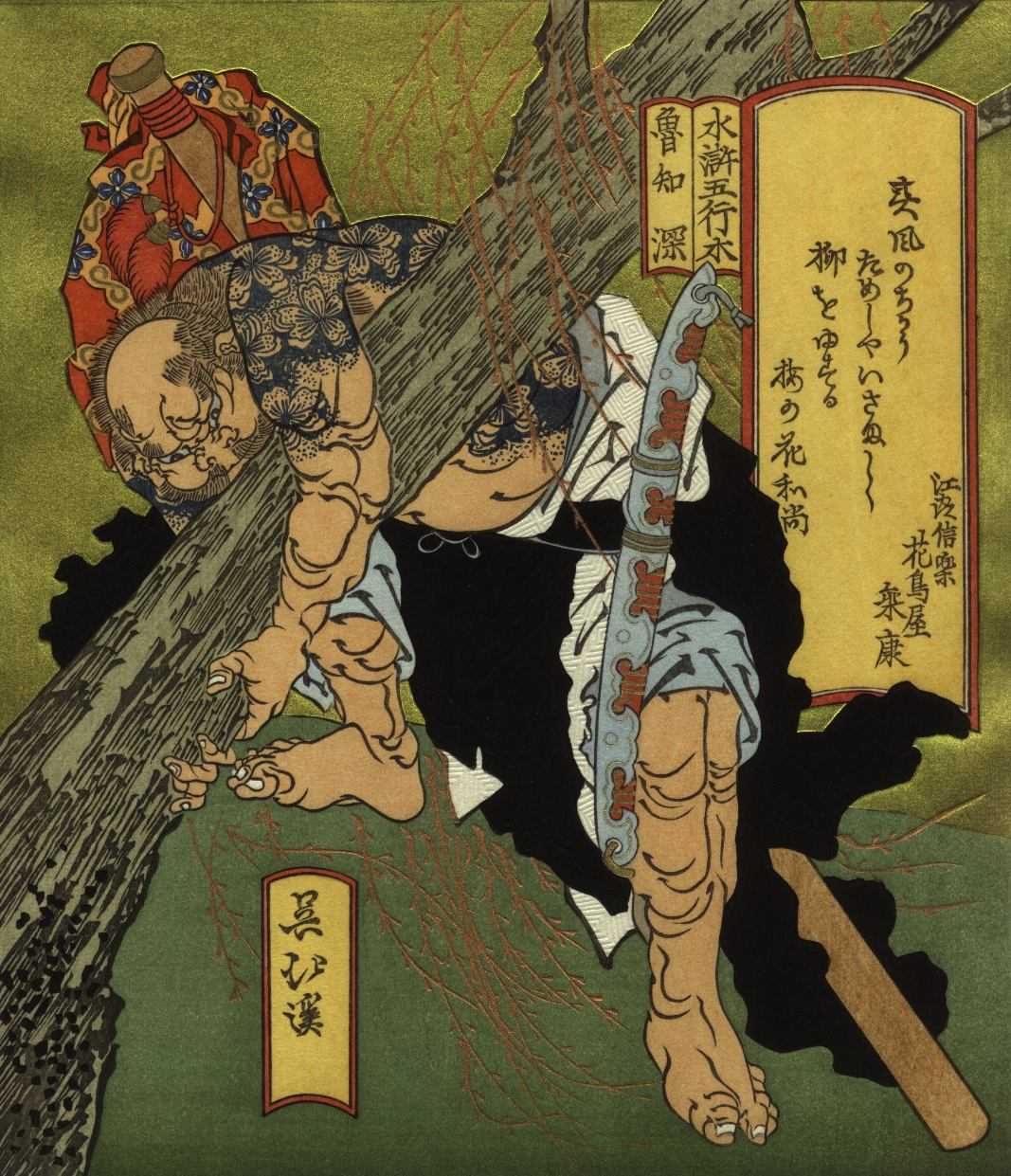
Le frère juré de Zhou, le "moine fleuri" Lu Zhishen

Bien que Lin et Lu soient liés à Zhou depuis le début de la dynastie Qing, Wu Song ne s'est associé à lui que lorsque Wang Shaotang a créé un conte populaire du XXe siècle dans lequel les deux se rencontrent à Kaifeng. L'histoire se déroule pendant la mission de Wu à Kaifeng, mais avant le meurtre de son frère aîné Wu Dalang. Zhou enseigne à Wu le style "Rolling Dragon" du jeu d'épée pendant le séjour d'un mois du constable dans la capitale. Ce conte était le chapitre deux du répertoire de contes de Wang "Dix chapitres sur Wu Song", qui a ensuite été transcrit et publié dans le livre Wu Sung en 1959. Il a finalement été repris dans l'histoire d'Iron Arm, de Golden Sabre et, par la suite, de The Legend of Zhou Tong. Dans cette dernière version, Wu apprend à la place la boxe Chuōjiǎo de Zhou lors d'un séjour de deux mois dans la capitale.
L'histoire de Wang dépeint Zhou comme un maître d'épée itinérant vieillissant avec "une renommée se répercutant comme le tonnerre" dans toute la société souterraine de Jianghu. Il est fait le frère juré du hors-la-loi «Moine fleuri» Lu Zhishen, un officier militaire devenu moine combattant, qui est, selon Hsia, le premier parmi les protagonistes les plus populaires d'Au bord de l'eau. Il reçoit également le surnom de "Bras de fer" (铁 臂膀), qui a été repris dans le titre de sa biographie fictive Iron Arm, Golden Saber. Bien que l'histoire ne parvienne pas à expliquer la raison du surnom, elle mentionne la capacité de Zhou à diriger son qi vers n'importe quelle partie de son corps pour le rendre suffisamment dur pour maîtriser la technique de la « chemise de fer » d'un autre artiste martial. De plus, Zhou partage le même surnom avec Cai Fu, un bourreau devenu hors-la-loi connu pour sa facilité à manier une épée lourde.
En raison de son association avec ces hors-la-loi, Zhou est souvent confondu avec le hors-la-loi du même nom "le petit conquérant" Zhou Tong. Dans la Au bord de l'eau, ce Zhou Tong est un chef de bandits de Mont Fleur de pêche que Lu Zhishen bat pour avoir tenté d'épouser de force la fille de la famille Liu. Il décède plus tard sous l'épée de Li Tianrun, un officier de l'armée rebelle de Fang La. Ainsi, la connexion entre les deux Zhou est basée uniquement sur la transcription romanisée de leur nom.

#### Yue Fei
L'histoire de Yue Fei décrit Lu Junyi, qui est le dernier élève de Zhou, avant d'affronter Yue Fei, à sept ans, et ses trois frères jurés Wang Gui, Tang Huai (湯 懷) et Zhang Xian (張顯). Il leur enseigne des cours littéraires et militaires. Le roman dit que Yue est doué dans toutes les sujets de "questions littéraires et militaires" et dépasse même les compétences de Lin et Lu. Après que Yue eut acquis sa "Lance surnaturelle de gouttes d'eau", Zhou enseigne à tous ses élèves les 18 armes de guerre, mais chacun excelle avec un en particulier; Yue Fei et Tang Huai, la lance ; Zhang Xian, la lance Hook-Sickle et Wang Gui, le Yanyue Dao. Tous apprennent également le tir à l'arc. Certains de ces enfants et d'autres sont mentionnés dans les mémoires de Yue Ke comme étant les amis d'enfance historiques de son grand-père, mais ils ne sont jamais spécifiés comme étant les élèves de Zhou.

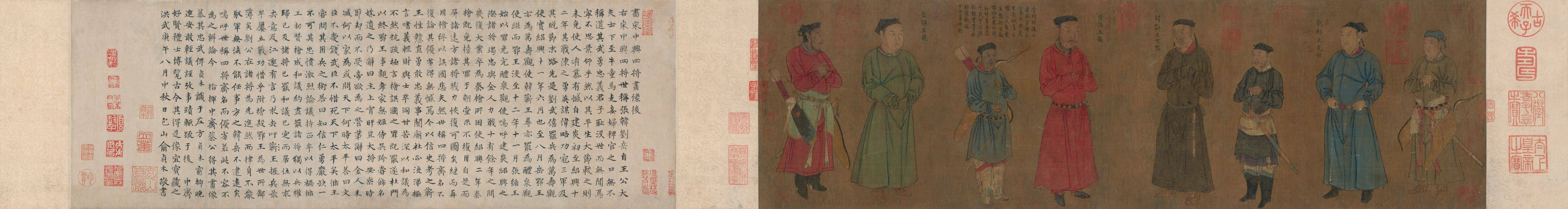
Les "Quatre généraux de Zhongxing" et leurs quatre serviteurs, peints par Liu Songnian pendant la dynastie des Song du Sud. Yue Fei est la deuxième personne de gauche. On pense qu'il s'agit du "plus vrai portrait de Yue dans tous les documents existants".

Les livres écrits par des artistes martiaux modernes font de nombreuses affirmations qui ne sont pas conformes aux documents historiques ou à la pensée savante actuelle. Par exemple, l'internaliste Yang Jwing-Ming dit que Zhou était un universitaire qui a étudié les arts martiaux au monastère de Shaolin et a ensuite pris Yue comme élève après que le jeune homme ait travaillé comme fermier pour le général-officiel Han Qi (韓琦, 1008– 1075). Pendant ce temps, il a appris tous les types d'armes militaires, l'équitation et le corps à corps. Le général a ensuite créé la boxe Xingyi et l'Aigle à partir de sa formation interne et externe sous Zhou. Cependant, le professeur d'histoire Meir Shahar note que les styles de boxe non armés ne se sont développés à Shaolin qu'à la fin de la dynastie Ming. Il déclare également que les mémoires de la famille Ji et les archives de la dynastie Qing suggèrent que Xingyi a été créé des centaines d'années après la mort de Yue par un lancier nommé Ji Jike (1651). De plus, l'apparition de Han Qi dans l'histoire est un anachronisme chronologique puisqu'il est décédé près de 30 ans avant la naissance de Yue. Yue a historiquement travaillé en tant que fermier et garde du corps pour les descendants de Han Qi en 1124 après avoir quitté l'armée à la mort de son père à la fin de 1122  mais il a appris de Zhou bien avant cette époque.
Les grands maîtres de l'Aigle Leung Shum et Lily Lau croient que "Jow Tong" (le rendu cantonais de son nom) était un moine qui a amené le jeune Yue au monastère de Shaolin et lui a enseigné un ensemble de techniques de la main, que Yue a ensuite adapté pour créer son Ying Kuen (Poing d'aigle),. Liang Shouyu déclare que les pratiquants d'Emei Dapeng Qigong croient que Yue s'est entraînée avec Zhou depuis son enfance et a concouru pour devenir le meilleur combattant de la Chine à un âge précoce. Leur histoire de lignée dicte que Zhou a également emmené Yue chez un "ermite bouddhiste" qui lui a enseigné le style de qigong,. Le maître des mantes religieuses du nord, Yuen Mankai, dit que Zhou a enseigné à Yue la "même école" d'arts martiaux que ses élèves d'Au bord de l'eau et que le général était à l'origine de la technique de la mante religieuse "Black Tiger Steeling Heart". Bien que l'historien des arts martiaux Stanley Henning admette que les biographies de Yue ne mentionnent pas la boxe, il dit "que Yue a presque certainement pratiqué une certaine forme de combat à mains nues" pour se préparer à son entraînement aux armes. Mais il ne suggère pas de qui Yue aurait pu l'apprendre.

### Arts martiaux
Il n'y a pas suffisamment de preuves historiques pour soutenir l'affirmation selon laquelle il connaissait des compétences autres que le tir à l'arc. Les écrits contemporains ne mentionnent jamais une fois Zhou enseignant la boxe Yue. Malgré cela, divers romans et légendes folkloriques de Wuxia ont attribué à Zhou de nombreuses compétences militaires et surnaturelles différentes. Ceux-ci vont de la maîtrise de l'arc, des épées doubles et de la lance chinoise à celle du qigong dur Wudang, de la boxe Chuōji ando et même de la vision aux rayons X.,, Le conte populaire de Wang Shaotang le représente même comme un maître de la boxe Drunken Eight Immortals. Dans le temple Shaolin de la province du Henan à la fin de la dynastie Ming, les moines guerriers pratiquaient des exercices de techniques de jambes et des sauts qu'ils attribuaient à Zhou Tong. Il existe un système de combat appelé «Les jambes et les poings de Shaolin de Zhou Tong» (Shaolin Zhou Tong quantui) attribué à Zhou Tong. Surtout, les arts martiaux Shaolin se concentrant sur les techniques de jambes et les sauts font référence à Zhou Tong comme le fondateur de leurs styles respectifs.
Zhou peut également être lié à ces arts de combat à travers ses étudiants en histoire et en folklore. Les pratiquants de Eagle Claw, Chuōjiǎo et Xingyi l'incluent généralement dans leur histoire de lignée en raison de son association avec Yue Fei, l'ancêtre supposé de ces styles,,. Yuen Mankai pense que Zhou a enseigné à Lin Chong et Lu Junyi la "même école" d'arts martiaux qui a ensuite été combinée avec dix-sept autres écoles pour créer le poing Mantis. Cette combinaison de diverses écoles fait référence à un manuel d'arts martiaux du XVIIIe siècle qui décrit le rassemblement de 18 maîtres au monastère de Shaolin qui aurait eu lieu pendant les premières années de la dynastie Song. Lin Chong et Yan Qing sont répertoriés comme deux des dix-huit maîtres invités, ce qui signifie que leurs compétences en Mandarin Duck Leg et en combat au sol sont traitées comme deux écoles distinctes, au lieu d'une. Mais il croit que Mantis a d'abord été créé pendant la dynastie Ming et a donc été influencé par ces dix-huit écoles de la chanson. Il dit également que Lu Junyi a enseigné à Yan Qing les mêmes arts martiaux qu'il a appris de Zhou.
Très peu de références sont faites aux personnes qui auraient enseigné les arts martiaux à Zhou. Dans La légende de Zhou Tong, il apprend dans son enfance un maître Shaolin nommé Tan Zhengfang. Les pratiquants de Chuōjiǎo affirment qu'il a appris le style de son créateur, un taoïste errant nommé Deng Liang. Les pratiquants de Geok Gar Kuen, un style attribué à Yue Fei, croient qu'il a étudié avec Han De, une " personne chevaleresque " du Shaanxi.

## Dans la culture populaire
Zhou est apparu dans divers types de médias, notamment des romans, des bandes dessinées et des films. Outre L'histoire de Yue Fei et Iron Arm, Golden Saber, il apparaît dans un roman basé sur son frère aîné des arts martiaux, Jin Tai. Un roman graphique récent de L'histoire de Yue Fei, supprime tous les éléments mythologiques du scénario et le présente de manière historique. Au lieu de voyager du Hebei au Hubei pour inspecter les terres, Zhou se rend du Shaanxi à la ville de Kaifeng dans le Henan pour rendre visite à un vieil ami qui a été promu général. En route vers la capitale, Zhou prend note d'une grande famine qui sévit dans la paysannerie et entend même des histoires de certaines personnes recourant au cannibalisme. Cependant, quand il arrive à Kaifeng, il voit que l'empire gaspille de l'argent pour la construction de grands jardins impériaux, les fonctionnaires de la cour Cai Jing et Wang Pu ont des résidences extravagantes, et apprend que même les eunuques sont riches parce qu'ils reçoivent des postes gouvernementaux élevés. Après avoir localisé son ami, Zhou est en détresse pour le trouver dans des stocks et des chaînes et être escorté jusqu'aux confins de la Chine par des gardes impériaux. Il apprend plus tard que le général a accidentellement offensé certains fonctionnaires de justice et a été condamné à l'exil permanent pour certaines accusations contrefaites. N'ayant apparemment que peu ou pas d'argent, Zhou décide de rendre visite à Wang Ming dans le Hubei (appelé à tort Hebei) et devient le tuteur du domaine.
Une autre différence notable dans l'histoire se produit lorsque Zhou voyage avec ses disciples adolescents pour rendre visite à son ami l'abbé. Au lieu de Yue errant derrière le temple pour combattre le serpent magique, il reste avec Zhou et l'abbé, tandis que les autres disciples partent à la découverte. Zhou regarde l'Abbé tester la force de Yue en lui demandant de déplacer un poêle en cuivre orné de trois cents livres datant de la dynastie Han. L'abbé soulève ensuite un carrelage en pierre et présente au garçon un grand livre sur la stratégie militaire. Il continue en disant à Yue comment il était autrefois un grand soldat qui a combattu dans les campagnes contre les empires Liao et Xia occidental, mais est devenu moine après que les Song aient accepté de devenir un vassal de chaque État. Plus tard, il s'est fait un nom en enseignant des compétences militaires à des jeunes des environs. Comme il n'a pas d'héritier, l'abbé présente à Yue sa propre lance personnelle et lui explique comment utiliser correctement l'arme. Zhou proteste gentiment contre le cadeau au début, mais permet à Yue de le garder hors de l'amitié.
Une deuxième romanisation graphique change radicalement le scénario impliquant Zhou. Comme l'original, Zhou devient le tuteur du domaine Wang, mais, lorsque la nouvelle de son arrivée incite des familles riches à envoyer leurs fils apprendre de lui, il est obligé d'accepter des dizaines de ces étudiants à titre d'essai. Il choisit finalement les fils de ses amis comme ses disciples d'intérieur et Yue comme son "filleul". Des années plus tard, il emmène ses élèves devenus adolescents non pas pour voir l'abbé bouddhiste, mais pour leur enseigner la stratégie militaire dans le désert de la montagne. Yue sent des ennuis après que ses frères martiaux se soient séparés pour explorer la forêt et se précipitent pour les sauver, seulement pour être confronté à un serpent monstrueux. Après avoir vaincu la bête avec son épée, Yue découvre une lance rougeoyante magique dans une grotte et fait rapport à Zhou. Après leur formation, Zhou tombe malade à cause d'une surexposition à l'air froid de la montagne lors du voyage de retour et meurt peu de temps après. Au lieu de juste Yue, tous ses étudiants vivent à côté de sa tombe pendant une période de deuil de cent jours avant de rentrer chez eux dans leurs familles. Ces événements ont lieu trois ans avant la mort initiale de Zhou dans L'histoire de Yue Fei.
Des histoires dont Zhou ont également été utilisées pour éduquer. Le système des écoles secondaires de Hong Kong enseigne aux enfants la valeur du mentorat en leur faisant lire la relation étroite enseignant-élève entre Zhou et Yue. Un conte moral intitulé "Yue Fei Studies Archery" dans Children's Pictorial, un magazine chinois conçu pour les enfants de deux à sept ans, montre comment de grandes réalisations ne sont rendues possibles que par une pratique assidue. L'histoire raconte comment le jeune Yue tombe sur la salle d'entraînement de Zhou dans une ville voisine tout en ramassant du bois de chauffage. Yue demande à devenir étudiant, mais Zhou lui dit qu'il doit d'abord pratiquer l'art de la "personne prévoyante" en regardant le soleil du matin pour améliorer sa vue. Après des années de pratique acharnée, Yue est capable de repérer une oie seule volant au loin et deux cigales sur un arbre loin dans la forêt. Zhou le prend alors officiellement comme disciple et fils adoptif. Sous sa tutelle, Yue est capable de maîtriser les 18 armes de guerre et de tirer sur une feuille qui tombe à cent pas de distance.
Il est mentionné à plusieurs reprises dans le thriller de l'auteur Robert Liparulo Deadlock (2009). Zhou apparaît pour la première fois dans le chapitre huit lors d'une conversation entre le personnage principal John "Hutch" Hutchinson, un journaliste déterminé à arrêter les plans maniaques d'un fou milliardaire, et le jeune fils de son ami Dillon, un passionné de tir à l'arc. Quand Hutch lui demande s'il a déjà entendu parler du champion de tir à l'arc devenu acteur Howard Hill, Dillon répond: "Je ne pense pas  ... Vous m'avez parlé de Zhou Tong ". Hutch dit alors: "Oh, oui. Zhou Tong était quelque chose. A appris à la dynastie Song à être les meilleurs archers militaires de l'histoire. Mais Howard Hill [était le meilleur] ". Plus tard dans le chapitre cinquante, alors que Hutch traîne un tueur dans un aéroport, une page sort sur le système d'interphone pour un "M. Zhou Tong". Quand la page sort de nouveau, Hutch réfléchit: "Zhou Tong avait été un célèbre professeur de tir à l'arc et professeur d'arts militaires sous la dynastie Song. [Dillon et moi] avons eu de longues conversations téléphoniques à son sujet, en raison du mélange de compétences en tir à l'arc et de l'autodiscipline de Tong. Il a été une inspiration pour moi. Dillon l'avait senti et voulait tout savoir de lui ". Il se rend finalement compte que la page a dû être laissée par la mère de Dillon, Laura, pour attirer son attention. La page est envoyée pour l'avertir d'un piège, mais Hutch la reçoit trop tard.
Les acteurs à l'écran qui ont dépeint Zhou dans des films des années 1940 et 1960 incluent Wong Sau Nin, Li Ming, et Jing Ci Bo. Jing a joué aux côtés d'un Sammo Hung de dix ans, qui a joué le jeune Yue Fei. L'acteur vétéran des arts martiaux Yu Chenghui, qui jouait l'antagoniste brandissant l'épée dans le temple Shaolin de Jet Li  déclaré dans une interview au journal de 2005 qu'il n'avait jamais rasé sa barbe de marque, même à la demande des producteurs de films, parce qu'il voulait pour représenter Zhou dans un futur film. Il a poursuivi en disant: «C'est une personne remarquablement compétente des dynasties Song du nord et du sud et de nombreux héros de Water Margin sont ses disciples. Cette personne est très importante dans les arts martiaux et beaucoup de gens veulent le représenter dans des films " .